# Aspazja (roślina)
Aspazja (Aspasia Lindl.) – rodzaj roślin z rodziny storczykowatych (Orchidaceae). Obejmuje 7 gatunków występujących w Ameryce Środkowej i Południowej w takich krajach jak: Boliwia, Brazylia, Kolumbia, Kostaryka, Ekwador, Salwador, Gujana Francuska, Gwatemala, Gujana, Honduras, Nikaragua, Panama, Peru, Surinam, Trynidad i Tobago, Wenezuela.

## Systematyka
Rodzaj sklasyfikowany do podplemienia Oncidiinae w plemieniu Cymbidieae, podrodzina epidendronowe (Epidendroideae), rodzina storczykowate (Orchidaceae), rząd szparagowce (Asparagales) w obrębie roślin jednoliściennych.
Wykaz gatunków
- Aspasia epidendroides Lindl.
- Aspasia lunata Lindl.
- Aspasia omissa Christenson
- Aspasia principissa Rchb.f.
- Aspasia psittacina (Rchb.f.) Rchb.f.
- Aspasia silvana F.Barros
- Aspasia variegata Lindl. – aspazja pstra[6]